# 川口車站
川口車站（日语：／ Kawaguchi eki */?）是由東日本旅客鐵道（JR東日本）所經營的鐵路車站，位於日本埼玉縣川口市榮町三丁目。本站是JR東日本所屬的東北本線沿線車站，但在運行系統上屬於京濱東北線的一部份。

## 概要
本站的正式路線名稱為東北本線，但實際上停靠的運行系統是行駛於電車線的京濱東北線。
包含本站在內的所有川口市車站都沒有定期運行的特急列車停靠。至2015年，川口市是唯一人口達五十萬以上卻沒有付費特急列車停靠的市。
本站是東北本線在埼玉縣內最南端的車站，本站至栃木縣豐原站由大宮支社管轄。因此本站與赤羽站之間的荒川橋梁埼玉縣側入口是大宮支社與東京支社的交界。

## 歷史
- 1910年（明治43年）9月10日：川口町站（かわぐちまちえき）開業。
- 1934年（昭和9年）2月15日：川口町升格為市，更名為川口站（かわぐちえき），更名14日前將同屬東北本線的川口站更名為岩手川口站（現岩手銀河鐵道線）。
- 1985年（昭和60年）3月8日、3月9日：國際科學技術博覽會（日语：国際科学技術博覧会）（科學萬博）的宣傳列車「SCIENCE TRAIN EXPO號」在站內展示。
- 1987年（昭和62年）4月1日：國鐵分割民營化，本站為JR東日本車站。
- 2001年（平成13年）11月18日：IC卡「Suica」啟用。
- 2006年（平成18年）：JR東日本大宮支社首位女性現場長（站長）於本站就任。
- 2019年（令和元年）6月15日：月台門啟用[2]。

## 車站構造
本站是地面車站，月台為島式月台1面2線設計，站房是跨站式站房設計，內部為車站大堂和連接車站東西方的非付費區通道。本站為配置站長的直營站，設有綠色窗口、VIEW PLAZA、指定席售票機、短距離自動售票機、自動驗票閘門。
以往客運月台東側曾設有貨運月台，其後拆除貨運月台及軌道後，南側部分興建了複合設施「Cupo-la」，北側則興建了停車場及維護基地。而位於本站北側，連接西側和東側的高架軌道，其實是當時東北貨物線連接本站貨運月台的軌道。
由於車站位於彎軌，故列車在部分月台空隙較大。在本站京濱東北線月台北側位置設有上野起訖的東北本線列車線（宇都宮線、高崎線）和東北貨物線的橫渡線，供工程列車等使用。近年浦和站高架化工程進行時，上野起訖的部分午間時段列車會藉此駛入東北貨物線。近年，宇都宮、高崎線在川口至大宮間不通時，上野東京線及上野起訖的中距離電車也會利用此橫渡線駛入貨物線。本站在宇都宮線（東北本線列車線）的運行體制中被當作號誌站，因此中・長距離列車的車掌用時間表也有本站站名及通過本站時間的紀錄。

### 月台配置
| 月台 | 路線       | 目的地                             |
| ---- | ---------- | ---------------------------------- |
| 1    | 京濱東北線 | 往上野、東京、橫濱、磯子、大船方向 |
| 2    | 京濱東北線 | 往浦和、大宮方向                   |

（來源：JR東日本:車站構內圖 （页面存档备份，存于））
- 1號線發車音樂為「Jupiter B」、2號線發車音樂為「Moonstone」。

- 2017年12月2日以前，1號線發車音樂為「教会の見える駅」，2號線發車音樂為「せせらぎ」。

- 2013年11月10日至2014年1月10日使用「川口市民歌」。
- 2018年11月1日至11月30日，1號線發車音樂為「川口市民歌」，2號線發車音樂為「元氣川口·御成道森巴」。

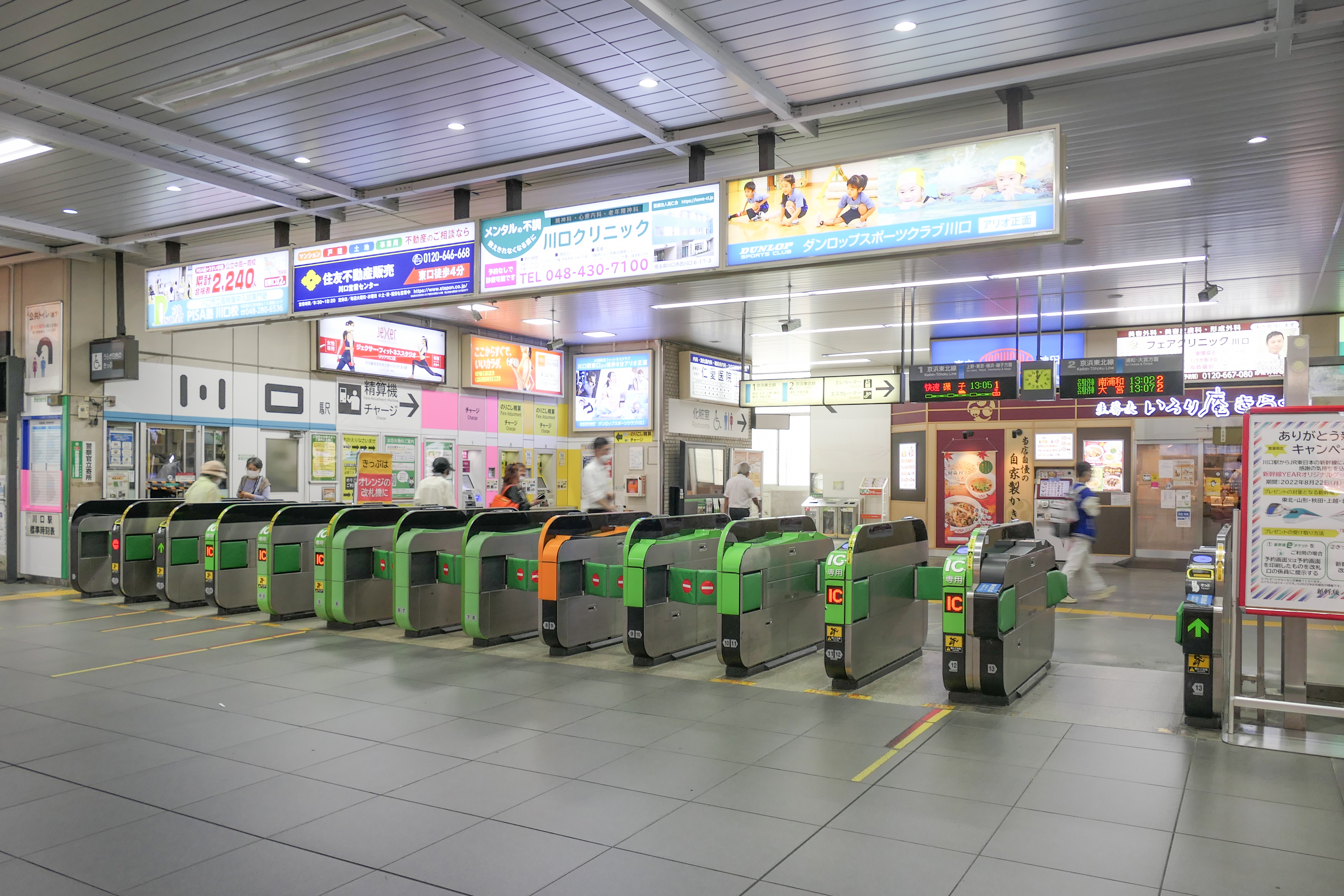
驗票閘口（2022年9月）
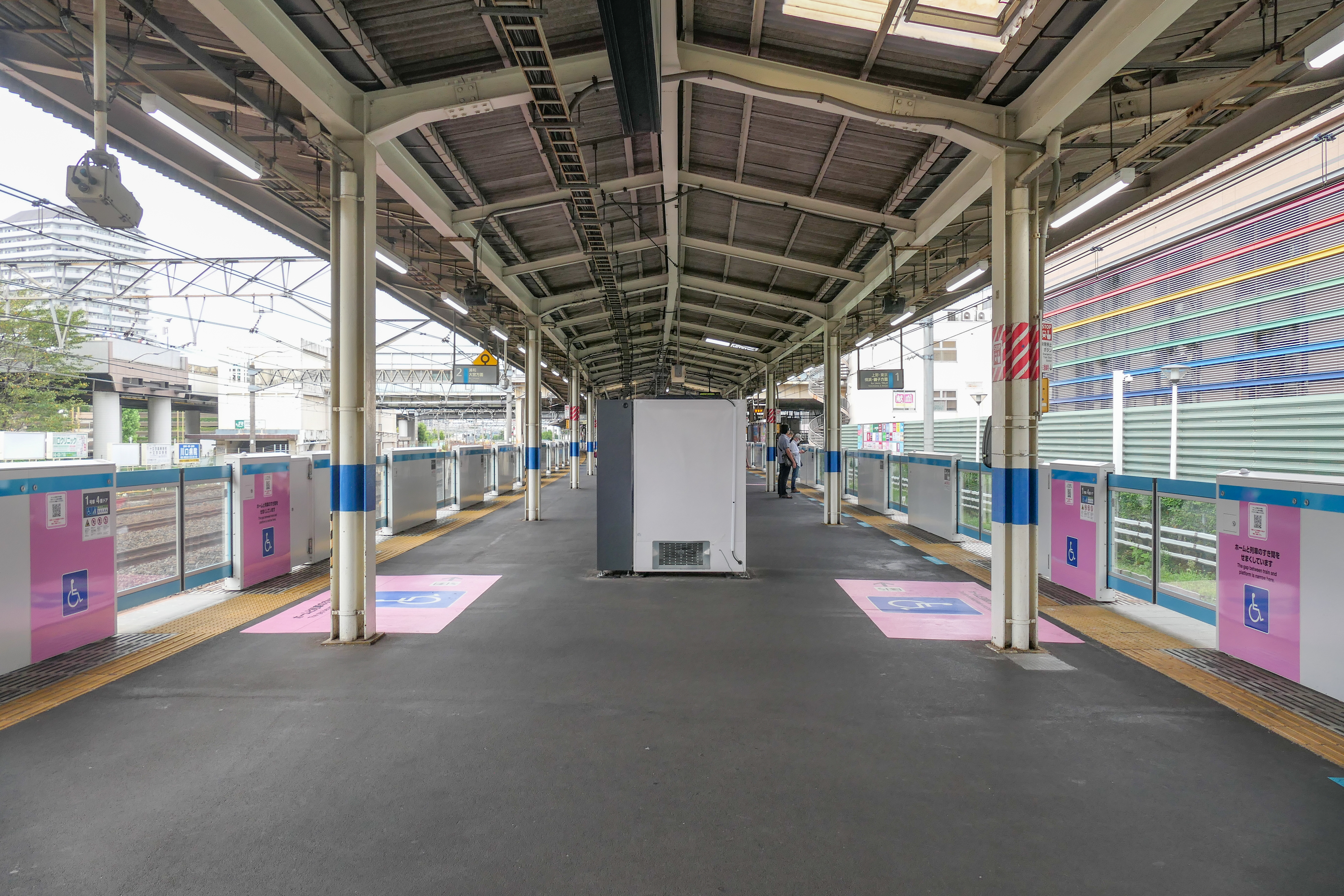
月台（2022年9月）

## 使用情況
2019年（令和元年）度1日平均上車人次為84,197人。在埼玉縣內JR車站中次於大宮站、浦和站位居第3位。在沒有轉乘路線的JR東日本車站中僅次於大森站。
近年使用人數變化如下表。1日平均上車人次是由全年度上車人次除以365（閏年為366）所得出，小數點以後無條件捨去，因此定期外與定期之總和未必與平均人次一致。 
| 年度               | 1日平均上車人次 | 1日平均上車人次 | 1日平均上車人次 | 來源              |
| 年度               | 定期外          | 定期            | 合計            | 來源              |
| ------------------ | --------------- | --------------- | --------------- | ----------------- |
| 1980年（昭和55年） |                 | 40,232          | 60,141          |                   |
| 1981年（昭和56年） |                 | 40,566          | 60,354          |                   |
| 1982年（昭和57年） |                 | 48,558          | 60,698          |                   |
| 1983年（昭和58年） |                 | 40,417          | 60,376          |                   |
| 1984年（昭和59年） |                 | 40,430          | 60,397          |                   |
| 1985年（昭和60年） |                 | 41,543          | 61,852          |                   |
| 1986年（昭和61年） |                 | 41,453          | 61,055          |                   |
| 1987年（昭和62年） |                 | 39,532          | 59,319          |                   |
| 1988年（昭和63年） |                 | 45,432          | 65,886          |                   |
| 1989年（平成元年） |                 | 47,246          | 68,182          |                   |
| 1990年（平成02年） |                 | 48,327          | 70,134          |                   |
| 1991年（平成03年） |                 | 50,494          | 75,037          |                   |
| 1992年（平成04年） |                 | 52,135          | 77,142          |                   |
| 1993年（平成05年） |                 | 52,250          | 77,385          |                   |
| 1994年（平成06年） |                 | 52,635          | 77,143          |                   |
| 1995年（平成07年） |                 | 53,281          | 77,856          |                   |
| 1996年（平成08年） |                 | 53,847          | 78,839          |                   |
| 1997年（平成09年） |                 | 52,696          | 77,468          |                   |
| 1998年（平成10年） |                 | 51,796          | 76,936          |                   |
| 1999年（平成11年） |                 | 52,288          | 77,856          | [ 埼玉県統計 1 ]  |
| 2000年（平成12年） |                 | 52,851          | 78,675          | [ 埼玉県統計 2 ]  |
| 2001年（平成13年） |                 | 50,937          | 75,944          | [ 埼玉県統計 3 ]  |
| 2002年（平成14年） |                 | 50,184          | 75,328          | [ 埼玉県統計 4 ]  |
| 2003年（平成15年） |                 | 49,542          | 74,777          | [ 埼玉県統計 5 ]  |
| 2004年（平成16年） |                 | 49,633          | 74,577          | [ 埼玉県統計 6 ]  |
| 2005年（平成17年） |                 | 50,514          | 76,610          | [ 埼玉県統計 7 ]  |
| 2006年（平成18年） |                 | 52,132          | 78,874          | [ 埼玉県統計 8 ]  |
| 2007年（平成19年） |                 | 53,097          | 80,350          | [ 埼玉県統計 9 ]  |
| 2008年（平成20年） |                 | 53,374          | 80,152          | [ 埼玉県統計 10 ] |
| 2009年（平成21年） |                 | 53,097          | 79,457          | [ 埼玉県統計 11 ] |
| 2010年（平成22年） |                 | 52,976          | 78,759          | [ 埼玉県統計 12 ] |
| 2011年（平成23年） |                 | 52,495          | 78,175          | [ 埼玉県統計 13 ] |
| 2012年（平成24年） | 26,236          | 52,913          | 79,150          | [ 埼玉県統計 14 ] |
| 2013年（平成25年） | 26,499          | 53,911          | 80,410          | [ 埼玉県統計 15 ] |
| 2014年（平成26年） | 26,799          | 53,863          | 80,663          | [ 埼玉県統計 16 ] |
| 2015年（平成27年） | 27,393          | 54,931          | 82,325          | [ 埼玉県統計 17 ] |
| 2016年（平成28年） | 27,575          | 55,444          | 83,020          | [ 埼玉県統計 18 ] |
| 2017年（平成29年） | 27,955          | 56,276          | 84,231          | [ 埼玉県統計 19 ] |
| 2018年（平成30年） | 27,963          | 56,568          | 84,531          | [ 埼玉県統計 20 ] |
| 2019年（令和元年） | 27,244          | 56,953          | 84,197          |                   |

## 車站周邊
本站是川口市的中心車站，周邊有Cupo-la內的川口站前行政中心與川口市立中央圖書館，以及川口綜合文化中心（LILIA）等設施。車站自由通道與站前設施有空中天橋連通。站前東口的地下腳踏車停車場是以前埼玉縣內唯一的地下街。車站周邊居民與東京都北區赤羽交流密切。

### 東口

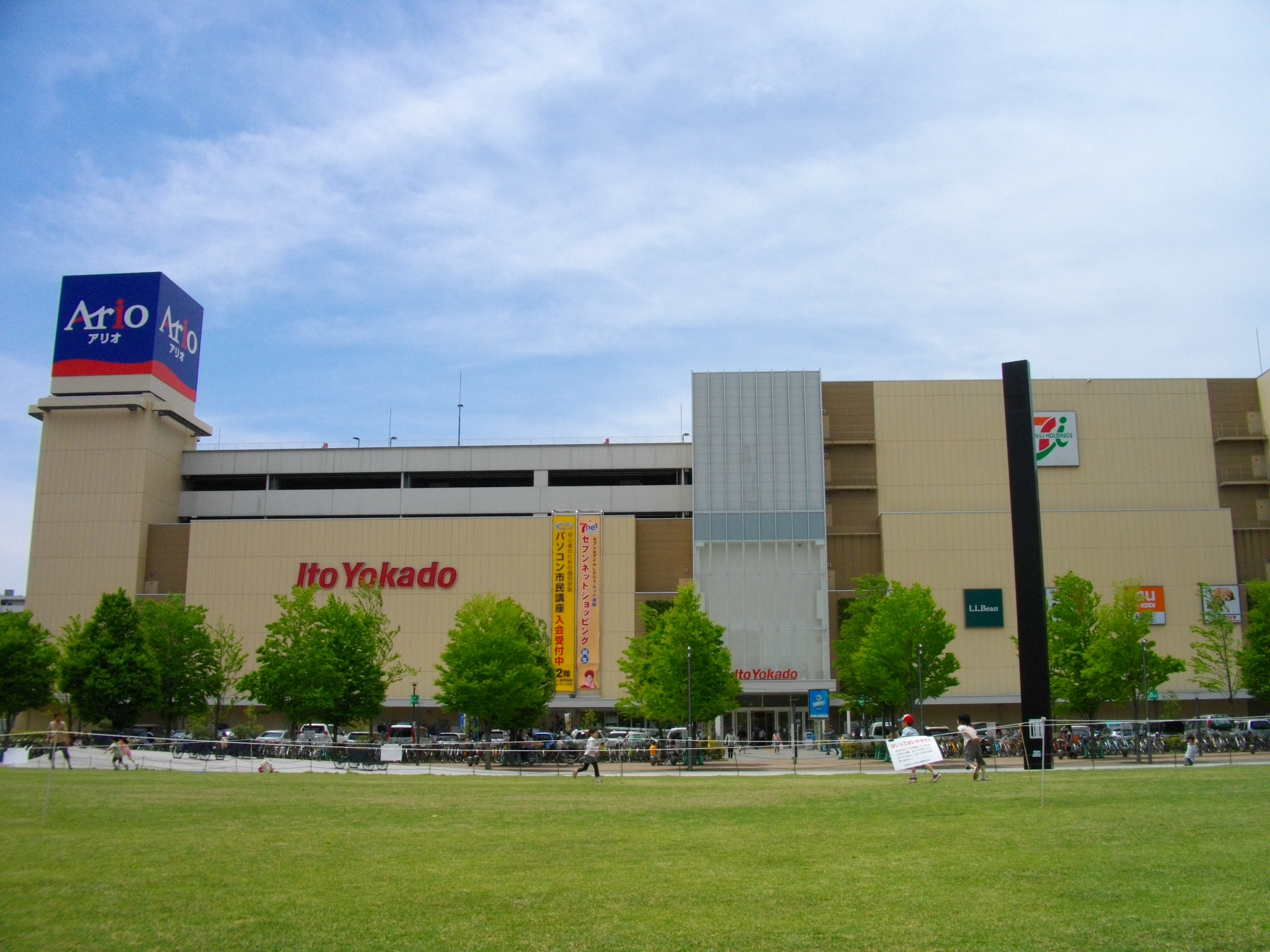
伊藤洋華堂Ario川口

有各種商業設設與商店、高層建築物聚集。
- SOGO川口店（日语：そごう川口店）(崇光百貨)
- Cupo-la（日语：キュポ・ラ）（複合設施）

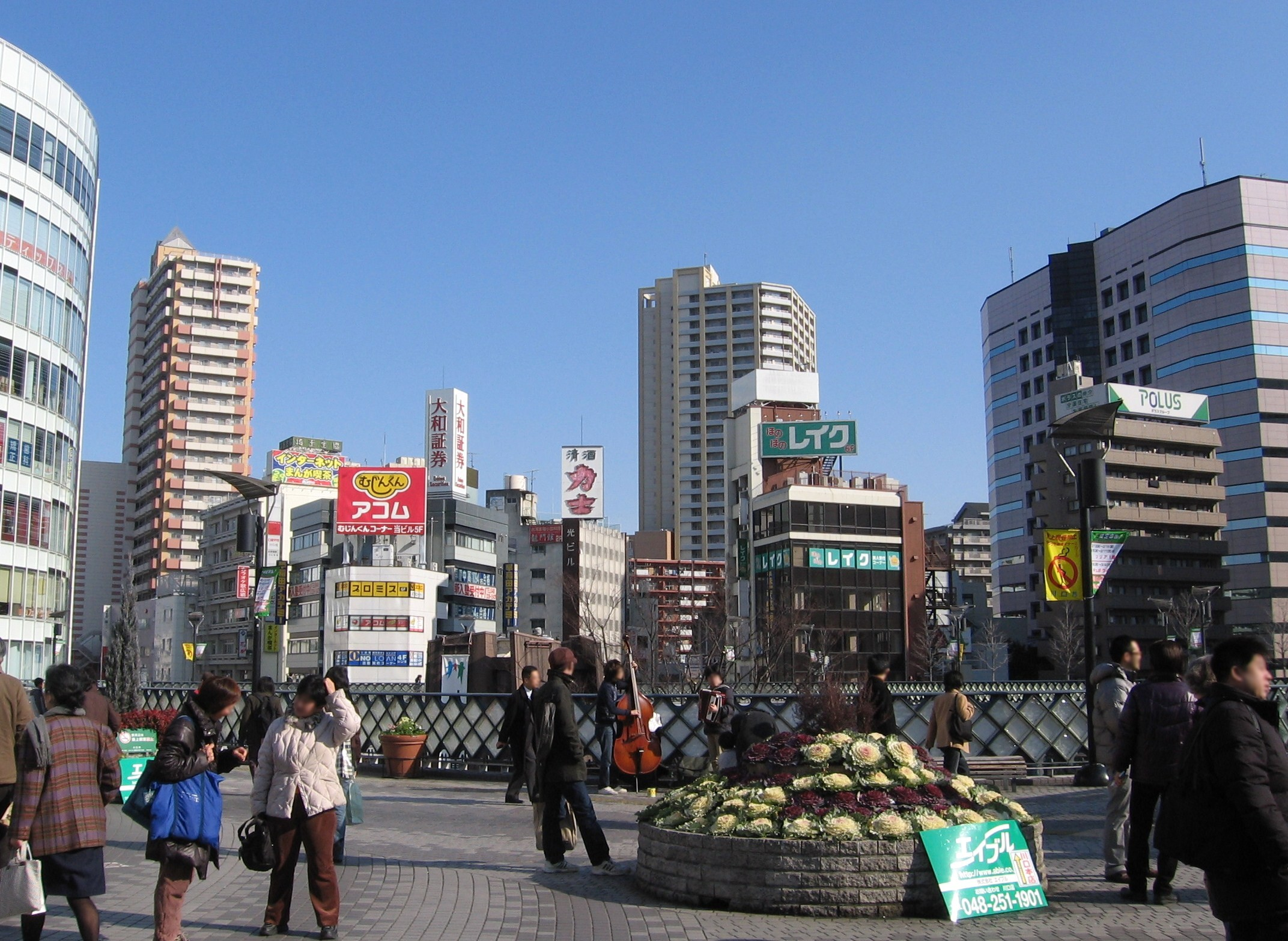
車站東口南側

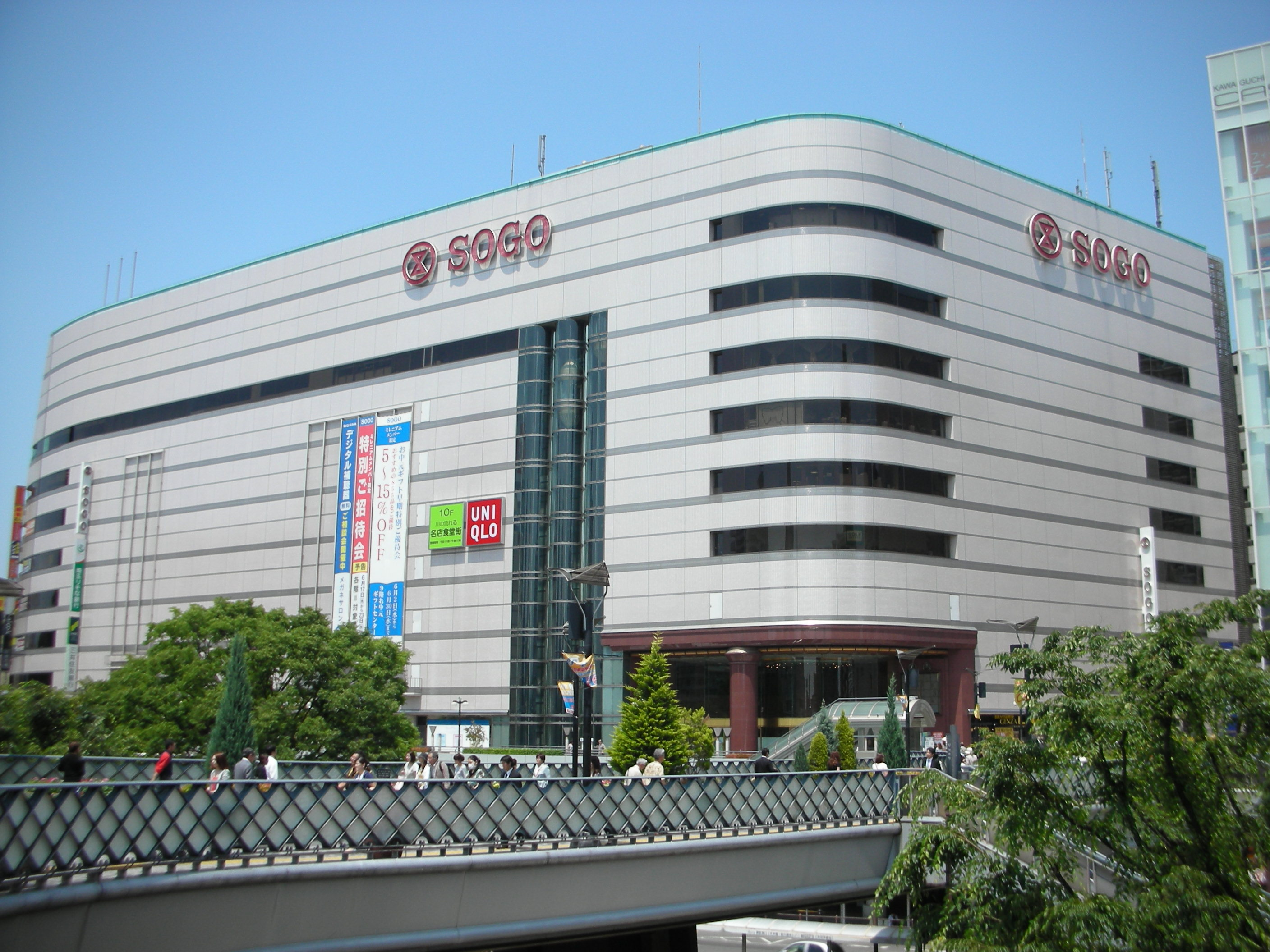
崇光百貨川口店

  - 川口市役所 川口站前行政中心（日语：川口市役所）
  - 川口市立中央圖書館（日语：川口市立図書館）
  - MEDIA SEVEN（日语：川口市メディアセブン）
- 川口CASTY（日语：かわぐちキャスティ）（商業設施）
  - 埼玉里索那銀行川口支店
- Comodi-iida（日语：コモディイイダ）

- Ario川口（日语：アリオ川口）（商業設施）
  - 伊藤洋華堂Ario川口店
  - ATLIA（日语：川口市立アートギャラリー・アトリア）
- THE PRICE（日语：ザ・プライス）川口店
- 川口中心大樓
  - 川口商工會議所
  - 日本年金機構（日语：日本年金機構）街角的年金諮詢中心川口
- 山田電機Tecc Site川口樹Mall店
- 川口市役所（日语：川口市役所）
- Miel川口（商業設施）
- 埼玉高速鐵道線川口元鄉站 - 步行約10 - 15分。
- 川口公共高爾夫球場
- 元鄉冰川神社（日语：元郷氷川神社）
- 川口神社（日语：川口神社 (川口市)）
- 川口郵便局（日语：川口郵便局 (埼玉県)）
  - 郵貯銀行川口店
- 川口站前郵便局
- 川口市立醫療中心（日语：川口市立医療センター）
  - 川口市立醫療中心附屬本町診療所
- 博慈會紀念綜合醫院（日语：博慈会記念総合病院）
- 川口工業綜合醫院（日语：川口工業総合病院）
- SKIP City（日语：SKIPシティ）
- 都市農業公園（日语：都市農業公園）
- 川口市立高等學校（日语：川口市立高等学校）
- 埼玉縣立鳩谷高等學校（日语：埼玉県立鳩ヶ谷高等学校）
- 埼玉縣立川口高等學校（日语：埼玉県立川口高等学校）

### 西口

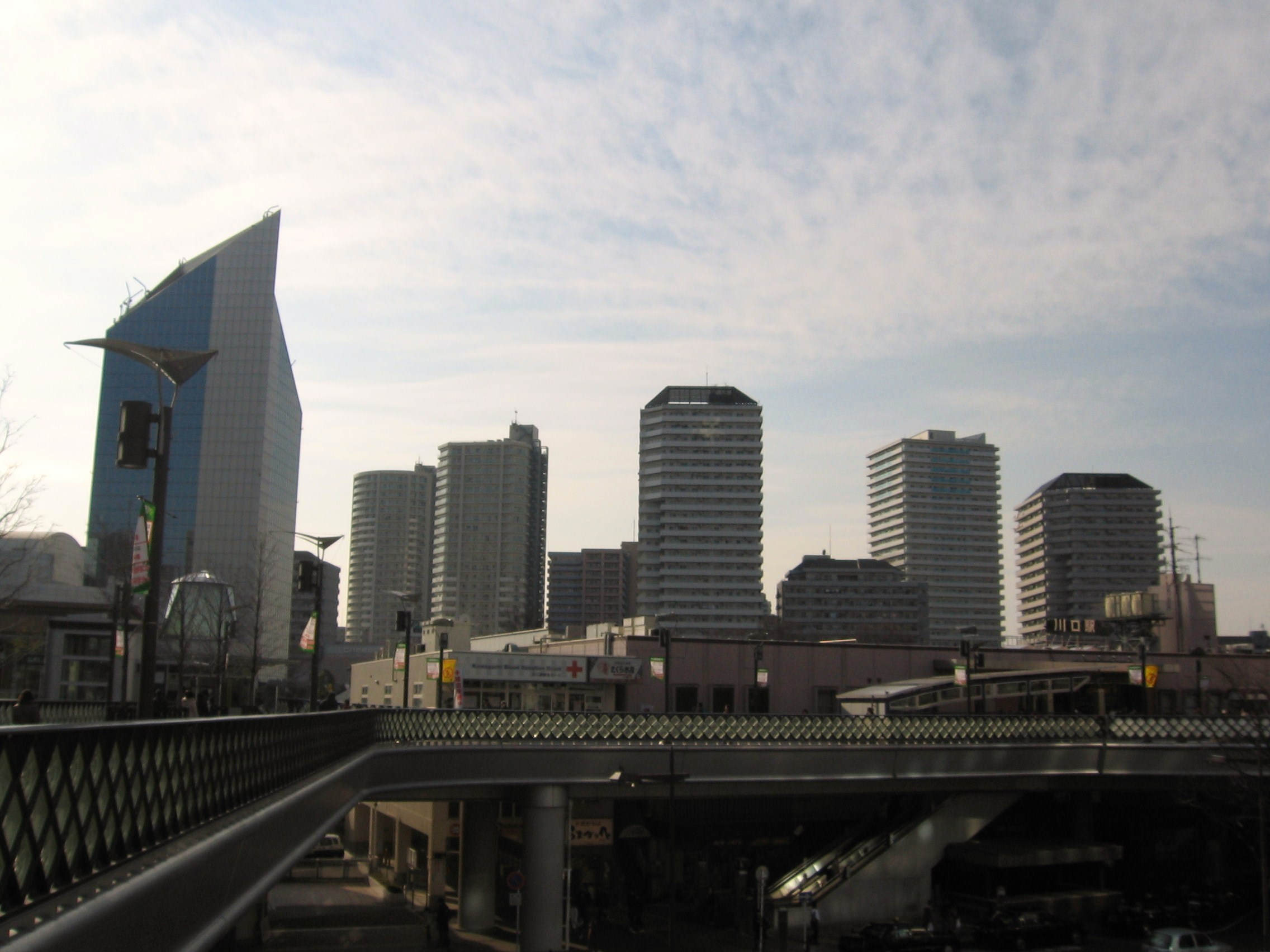
車站西口正面

- 川口綜合文化中心（日语：川口総合文化センター）（LILIA）
- Ripre川口
- 川口西公園（LILIA PARK）
- 河合塾（日语：河合塾）川口校
- 川口站西口郵便局
- 川口市立西運動中心
- 飛鳥駕駛學校（日语：飛鳥ドライビングカレッジ）川口
- LaLa Garden川口
- 埼玉縣濟生會川口綜合醫院（日语：埼玉県済生会川口総合病院）

- 川口市浮間高爾夫球場

## 路線巴士
| 乘車處     | 乘車處 | 系統         | 主要行經地                                           | 目的地                           | 運行業者                        | 管轄                         | 備註                    |
| ---------- | ------ | ------------ | ---------------------------------------------------- | -------------------------------- | ------------------------------- | ---------------------------- | ----------------------- |
| 川口站東口 | 1      | 川02         | 川口元鄉站、朝日六丁目、東領家一丁目                 | 東領家循環：川口站東口           | ■國際興業                       | 川口                         |                         |
| 川口站東口 | 1      | 川02-2       | 川口元鄉站、朝日六丁目                               | 東領家一丁目                     | ■國際興業                       | 川口                         | 平日1班                 |
| 川口站東口 | 2      | 川15         | 川口元鄉站、花之枝橋、舍人公園站、谷在家站           | 谷在家站循環：川口站東口         | ■國際興業                       | 川口                         |                         |
| 川口站東口 | 2      | 川15-3       | 川口元鄉站、花之枝橋、舍人公園站、谷在家站           | 皿沼不動                         | ■國際興業                       | 川口                         | 1日1班                  |
| 川口站東口 | 3      | 川04         | 川口元鄉站、彌平町、入谷町、入谷九丁目               | 舍人團地                         | ■國際興業                       | 川口                         | 深夜巴士運行            |
| 川口站東口 | 3      | 川14         | 川口元鄉站、彌平町、入谷町、舍人站                   | 入谷、舍人站循環：川口站東口     | ■國際興業                       | 川口                         | 平日早晨傍晚            |
| 川口站東口 | 3      | 川14-2       | 川口元鄉站、彌平町、入谷町                           | 舎人駅                           | ■國際興業                       | 川口                         | 平日1班                 |
| 川口站東口 | 3      | 川16         | 川口元鄉站、彌平町、入谷町                           | 彌平町循環：川口站東口           | ■國際興業                       | 川口                         | 平日週六早晨            |
| 川口站東口 | 4      | 川01         | 市役所前、二軒在家                                   | 朝日三丁目                       | ■國際興業                       | 川口                         |                         |
| 川口站東口 | 4      | 川05         | 賽車場內、上青木五丁目、前川公民館                   | 蕨站東口                         | ■國際興業                       | 鳩谷                         |                         |
| 川口站東口 | 4      | 川05-2       | 賽車場內                                             | 上青木五丁目                     | ■國際興業                       | 鳩谷                         |                         |
| 川口站東口 | 5      | 川07         | 青木三丁目、南鳩谷站、八幡木中學校入口               | Santepia                         | ■國際興業                       | 川口                         | 深夜巴士                |
| 川口站東口 | 6      | IHATOV號     | 水澤站前、北上站前、花卷站前                         | 紫波中央站                       | 岩手縣交通                      | 北上                         | 夜行                    |
| 川口站東口 | 6      | 機場接駁巴士 | 川口元鄉站發車僅能上車 羽田機場發車僅能下車          | 羽田機場 川口元鄉站              | ■國際興業 ■京濱急行             | 戶田 京濱島                  | （直行）                |
| 川口站東口 | 7      | 川19         | 青木公園入口、上青木交番、Green Center、大塚         | 戶塚安行站                       | ■國際興業                       | 鳩谷                         |                         |
| 川口站東口 | 7      | 川20         | 青木公園入口、上青木交番、Green Center、大塚         | 東川口站南口                     | ■國際興業                       | 鳩谷                         | 深夜巴士                |
| 川口站東口 | 8      | 川23         | 青木公園入口、上青木交番、川口市立醫療中心           | 新井宿站                         | ■國際興業                       | 鳩谷                         |                         |
| 川口站東口 | 9      | 川18         | 青木公園入口、上青木交番、鳩谷站                     | 鳩谷公團住宅                     | ■國際興業                       | 鳩谷                         |                         |
| 川口站東口 | 11     | 川10         | 川口工業綜合醫院、朝日三丁目、江戶袋、原、戶塚安行站 | 新榮團地                         | ■東武巴士中央                   | 草加                         | 1日4班                  |
| 川口站東口 | 11     | 川11         | 川口工業綜合醫院、朝日三丁目、江戶袋、新鄉支所       | 草加站西口                       | ■國際興業 ■東武巴士中央         | 川口 草加                    |                         |
| 川口站東口 | 11     | 川12         | 川口工業綜合醫院、朝日三丁目、江戶袋、新堀           | 草加站西口                       | ■國際興業 ■東武巴士中央         | 川口 草加                    |                         |
| 川口站東口 | 12     | 川13         | 川口工業綜合醫院、朝日三丁目、江戶袋                 | 峯八幡宮                         | ■國際興業                       | 川口                         | 深夜巴士除外            |
| 川口站東口 | 12     | 川22         | 川口工業綜合醫院、朝日三丁目、江戶袋、原             | 安行出羽                         | ■國際興業                       | 川口                         | 僅早晨                  |
| 川口站東口 | 12     | 川22-2       | 川口工業綜合醫院、朝日三丁目、江戶袋                 | 原                               | ■國際興業                       | 川口                         |                         |
| 川口站東口 | 12     | 川25         | 川口工業綜合醫院、朝日三丁目、江戶袋、安行原團地     | 安行出羽                         | ■國際興業                       | 川口                         |                         |
| 川口站東口 | 14     | 川13-2       | 川口工業綜合醫院、朝日三丁目、江戶袋                 | 西沼                             | ■國際興業                       | 川口                         | 往川口車庫的入庫班次    |
| 川口站東口 | 14     | 川80         | 川口工業綜合醫院                                     | 十二月田中學校                   | ■國際興業                       | 川口                         | 僅早晨傍晚              |
| 川口站東口 | 16     | 川13         | 川口工業綜合醫院、朝日三丁目、江戶袋                 | 峯八幡宮                         | ■國際興業                       | 川口                         | 深夜巴士                |
| 川口站東口 | 17     | 川21         | 領家工場街、鹿濱、領家二丁目                         | 鹿濱、領家循環：川口站東口       | ■國際興業                       | 川口                         | 14時以前                |
| 川口站東口 | 17     | 川21         | 領家二丁目、鹿濱、領家工場街                         | 鹿濱、領家循環：川口站東口       | ■國際興業                       | 川口                         | 14時以後                |
| 川口站東口 | 17     | 川21-2       | 領家二丁目、鹿濱                                     | 領家市營住宅                     | ■國際興業                       | 川口                         | 1日1班                  |
| 川口站東口 | 17     | 川24         | 元鄉四丁目會館、元鄉五丁目南、Elsa Tower前           | 元鄉、Elsa Tower循環：川口站東口 | ■國際興業                       | 川口                         |                         |
| 川口站東口 | 17     | 川24-1       | 元鄉四丁目會館                                       | 元鄉五丁目南                     | ■國際興業                       | 川口                         |                         |
| 川口站東口 | 17     | 川24-3       | 元鄉四丁目會館、元鄉五丁目南、Elsa Tower前           | 元鄉、Elsa Tower循環：川口站東口 | ■國際興業                       | 川口                         | 不停川口郵便局 早晨運行 |
| 川口站東口 |        | 深夜急行     | Midnight Arrow南浦和、東浦和                         | 東浦和站                         | ■國際興業                       | 鳩谷                         | 池袋站發車 下車專用     |
| 川口站東口 | 赤11   |              | 南浦和站西口                                         | 戶田                             | ■國際興業                       | 深夜巴士 赤羽站發車 下車專用 |                         |
| 川口站東口 | 赤12   |              | 東浦和站                                             | 鳩谷                             | ■國際興業                       | 深夜巴士 赤羽站發車 下車專用 |                         |
| 川口站西口 | 1      | 川51         | 原町、西川口五丁目                                   | 西川口站西口                     | ■國際興業                       | 川口                         |                         |
| 川口站西口 | 2      | 川50         | 橫曾根、障害者福祉會館、喜澤第一公園                 | 前新田循環：川口站西口           | ■國際興業                       | 川口                         |                         |
| 川口站西口 | 3      | 川52         | 橫曾根、障害者福祉會館、戶田公園站                   | 下笹目                           | ■國際興業                       | 戶田                         | 平日早晨傍晚            |
| 川口站西口 | 3      | 川口01       | 西川口五丁目、川口市役所前、鳩谷廳舍                 | 川口、鳩谷線：鳩谷站東口         | 川口市社區巴士 みんななかまバス | 川口                         | 平日週六                |
| 川口站西口 | 3      | 川口02       | RIBBON CITY、SKIP City、川口市立醫療中心             | 青木線：鳩谷站東口               | 川口市社區巴士 みんななかまバス | 鳩谷                         | 平日週六                |
| 川口站西口 | 4      | 川100        | 障害者福祉會館                                       | 戶田競艇場                       | ■國際興業                       | 戶田                         | 免費接駁巴士            |
| 川口站西口 | 4      | 包車         |                                                      | 前澤工業株式會社                 |                                 |                              | 作業員接駁專用          |

- 川口市社區巴士由國際興業巴士運行

## 相鄰車站
東日本旅客鐵道
 京濱東北線
■快速、■各站停車
赤羽（JK 38）－川口（JK 39）－西川口（JK 40）

### 備註
1. ↑  東海道本線內一樣有類似橫渡線内的有橫濱站、戶塚站附近的旅客線與舊貨物線（現橫須賀線線路）橫渡線，以及茅崎站附近的旅客線與貨物線橫渡線。

### 使用情況
1. ↑  .   [2019-06-09]. （原始内容存档于2020-06-07）.
2. ↑  .   [2019-06-09]. （原始内容存档于2020-10-20）.

JR東日本1999年度以後上車人次
1. ↑  各駅の乗車人員（1999年度） （页面存档备份，存于） - JR東日本
2. ↑  各駅の乗車人員（2000年度） （页面存档备份，存于） - JR東日本
3. ↑  各駅の乗車人員（2001年度） （页面存档备份，存于） - JR東日本
4. ↑  各駅の乗車人員（2002年度） （页面存档备份，存于） - JR東日本
5. ↑  各駅の乗車人員（2003年度） （页面存档备份，存于） - JR東日本
6. ↑  各駅の乗車人員（2004年度） （页面存档备份，存于） - JR東日本
7. ↑  各駅の乗車人員（2005年度） （页面存档备份，存于） - JR東日本
8. ↑  各駅の乗車人員（2006年度） （页面存档备份，存于） - JR東日本
9. ↑  各駅の乗車人員（2007年度） （页面存档备份，存于） - JR東日本
10. ↑  各駅の乗車人員（2008年度） （页面存档备份，存于） - JR東日本
11. ↑  各駅の乗車人員（2009年度） （页面存档备份，存于） - JR東日本
12. ↑  各駅の乗車人員（2010年度） （页面存档备份，存于） - JR東日本
13. ↑  各駅の乗車人員（2011年度） （页面存档备份，存于） - JR東日本
14. 1 2 3  各駅の乗車人員（2012年度） （页面存档备份，存于） - JR東日本
15. 1 2 3  各駅の乗車人員（2013年度） （页面存档备份，存于） - JR東日本
16. 1 2 3  各駅の乗車人員（2014年度） （页面存档备份，存于） - JR東日本
17. 1 2 3  各駅の乗車人員（2015年度） （页面存档备份，存于） - JR東日本
18. 1 2 3  各駅の乗車人員（2016年度） （页面存档备份，存于） - JR東日本
19. 1 2 3  各駅の乗車人員（2017年度） （页面存档备份，存于） - JR東日本
20. 1 2 3  各駅の乗車人員（2018年度） （页面存档备份，存于） - JR東日本
21. 1 2 3  各駅の乗車人員（2019年度） （页面存档备份，存于） - JR東日本

埼玉縣統計年鑑
1. ↑  .   [2019-06-09]. （原始内容存档于2020-02-02）.
2. ↑  .   [2019-06-09]. （原始内容存档于2020-02-02）.
3. ↑  .   [2019-06-09]. （原始内容存档于2020-02-02）.
4. ↑  .   [2019-06-09]. （原始内容存档于2020-02-02）.
5. ↑  .   [2019-06-09]. （原始内容存档于2020-02-02）.
6. ↑  .   [2019-06-09]. （原始内容存档于2020-02-02）.
7. ↑  .   [2019-06-09]. （原始内容存档于2020-02-02）.
8. ↑  .   [2019-06-09]. （原始内容存档于2020-02-02）.
9. ↑  .   [2019-06-09]. （原始内容存档于2020-02-02）.
10. ↑  .   [2019-06-09]. （原始内容存档于2020-02-02）.
11. ↑  .   [2019-06-09]. （原始内容存档于2020-02-02）.
12. ↑  .   [2019-06-09]. （原始内容存档于2020-02-02）.
13. ↑  .   [2019-06-09]. （原始内容存档于2020-02-02）.
14. ↑  .   [2019-06-09]. （原始内容存档于2020-02-02）.
15. ↑  .   [2019-06-09]. （原始内容存档于2020-02-02）.
16. ↑  .   [2019-06-09]. （原始内容存档于2020-02-02）.
17. ↑  .   [2019-06-09]. （原始内容存档于2020-02-02）.
18. ↑  .   [2019-06-09]. （原始内容存档于2020-02-02）.
19. ↑  .   [2019-06-09]. （原始内容存档于2020-02-02）.
20. ↑  .   [2020-07-28]. （原始内容存档于2020-03-18）.

## 外部連結
- 車站資訊（川口）：東日本旅客鐵道

35°48′6.9″N 139°43′3.3″E / 35.801917°N 139.717583°E